# Test permutacyjny
Test permutacyjny (ang. Permutation test) – rodzaj testu statystycznego w którym analiza statystyczna jest wspomagana komputerowo. Jest to jedna z metod symulacyjnych, a konkretnie metoda repróbkowania (ang. resampling). Podobnie jak inne metody repróbkowania (bootstrap, sprawdzian krzyżowy czy metoda jacknife) test permutacyjny polega na tym, że na podstawie dostępnej próby program komputerowy tworzy ogromną liczbę nowych próbek i na tej podstawie powstaje przybliżenie rozkładu badanej cechy w populacji. Metody te są bardzo przydatne wtedy, gdy badacz nie dysponuje informacjami dotyczącymi rozkładu badanej cechy w populacji.
Do kategorii testów permutacyjnych należą przykładowo: test permutacyjny Fishera-Pitmana oraz PERMANOVA. 

## Podobieństwa i różnice pomiędzy testami permutacyjnymi i metodą bootstrap
Testy permutacyjne są metodą bardzo podobną do metody bootstrap. Algorytm wykorzystywany w obu metodach jest zasadniczo taki sam. Natomiast główna różnica polega na tym, że w metodzie bootstrap do określenia rozkładu statystyki wykorzystuje się losowanie zwrotne, zaś w testach permutacyjnych jest to losowanie bezzwrotne.